# Museu de Arte Contemporânea de Pernambuco
O Museu de Arte Contemporânea de Pernambuco (MAC-PE) é um museu público estadual, localizado na cidade de Olinda, estado de Pernambuco, Brasil. Funciona no antigo Aljube da Diocese de Olinda (cadeia de foro eclesiástico), construído no século XVIII para prender "bruxos", feiticeiros e pessoas que cometiam crimes contra a religião católica.
Inaugurado em 23 de dezembro de 1966, o museu integra a rede de equipamentos culturais da Fundação do Patrimônio Histórico e Artístico de Pernambuco (Fundarpe). Tem por objetivo a preservação, o estudo e a divulgação do seu acervo artístico, bem como a realização de atividades educativas e culturais. É um dos mais importantes museus em sua tipologia na região Nordeste do país, tendo exercido ao longo da história significativa influência para o desenvolvimento das artes plásticas em Pernambuco e região.
O Museu de Arte Contemporânea de Pernambuco conserva um acervo de aproximadamente 4.000 obras, de variados suportes, procedências e técnicas, abrangendo majoritariamente a produção artística moderna e contemporânea do Brasil, com grande ênfase na arte pernambucana. Seu núcleo original é a coleção de arte doada por Assis Chateaubriand ao governo pernambucano, posteriormente ampliada por meio de doações e aquisições.